# Distúrbios em Gujarat em 2002
Os Distúrbios de Gujarat de 2002, também conhecidos como Violência de Gujarat de 2002, foi um período de três dias de violência intercomunitária no estado de Gujarat, no oeste da Índia. O incêndio de um trem em Godhra em 27 de fevereiro de 2002, que causou a morte de 58 peregrinos hindus e karsevaks voltando de Ayodhya, é citado como tendo instigado a violência. Após os incidentes iniciais de motim, houve novos surtos de violência em Ahmedabad por três meses; em todo o estado, houve mais surtos de violência contra a população muçulmana minoritária de Gujarat no ano seguinte.
Segundo dados oficiais, os distúrbios terminaram com 1.044 mortos, 223 desaparecidos e 2.500 feridos. Dos mortos, 790 eram muçulmanos e 254 hindus.  O Relatório do Tribunal dos Cidadãos Preocupados estimou que até 1.926 pessoas podem ter sido mortas. Outras fontes estimaram o número de mortos em mais de 2.000. Muitos assassinatos brutais e estupros foram relatados, bem como saques generalizados e destruição de propriedades. Narendra Modi, então ministro-chefe de Gujarat e posteriormente primeiro-ministro da Índia, foi acusado de tolerar a violência, assim como a polícia e funcionários do governo que supostamente dirigiram os manifestantes e forneceram listas de propriedades de propriedade de muçulmanos a eles.
Em 2012, Modi foi inocentado de cumplicidade na violência pela Equipe Especial de Investigação (SIT) nomeada pela Suprema Corte da Índia. O SIT também rejeitou as alegações de que o governo estadual não havia feito o suficiente para impedir os distúrbios. A comunidade muçulmana teria reagido com raiva e descrença.  Em julho de 2013, foram feitas alegações de que o SIT havia suprimido provas. Em dezembro daquele ano, um tribunal indiano manteve o relatório anterior do SIT e rejeitou uma petição buscando a acusação de Modi. Em abril de 2014, a Suprema Corte expressou satisfação com as investigações do SIT em nove casos relacionados à violência e rejeitou um apelo contestando o relatório do SIT como "infundado".
Embora oficialmente classificado como um motim comunalista, os eventos de 2002 foram descritos como um pogrom por muitos estudiosos, com alguns comentaristas alegando que os ataques foram planejados, com o ataque ao trem foi um "gatilho encenado " pelo que na verdade foi violência premeditada. Outros observadores afirmaram que esses eventos atenderam à "definição legal de genocídio" ou se referiram a eles como terrorismo de estado ou limpeza étnica.    Instâncias de violência em massa incluem o massacre de Naroda Patiya, que ocorreu diretamente ao lado de um campo de treinamento da polícia; o massacre da Sociedade Gulbarg onde Ehsan Jafri, um ex -parlamentar, estava entre os mortos; e vários incidentes na cidade de Vadodara. Estudiosos que estudam os distúrbios de 2002 afirmam que foram premeditados e constituíram uma forma de limpeza étnica, e que o governo do estado e as autoridades policiais foram cúmplices da violência ocorrida.

## Godhra trem queimando
Na manhã de 27 de fevereiro de 2002, o Sabarmati Express, voltando de Ayodhya para Ahmedabad, parou perto da estação ferroviária de Godhra. Os passageiros eram peregrinos hindus, voltando de Ayodhya. Uma discussão eclodiu entre os passageiros do trem e os vendedores na plataforma ferroviária. A discussão tornou-se violenta e em circunstâncias incertas, quatro vagões do trem pegaram fogo com muitas pessoas presas no interior. Na conflagração resultante, 59 pessoas (nove homens, 25 mulheres e 25 crianças) morreram queimadas.
O governo de Gujarat estabeleceu o juiz da Suprema Corte de Gujarat KG Shah como uma comissão de um homem para investigar o incidente, mas após a indignação entre as famílias das vítimas e na mídia sobre a suposta proximidade de Shah com Modi, o juiz aposentado da Suprema Corte GT Nanavati foi adicionado como presidente da comissão agora de duas pessoas.
Em 2003, o Tribunal dos Cidadãos Preocupados (CCT) concluiu que o incêndio foi um acidente. Vários outros comentaristas independentes também concluíram que o incêndio em si foi quase certamente um acidente, dizendo que a causa inicial do incêndio nunca foi determinada de forma conclusiva. O historiador Ainslie Thomas Embree afirmou que a história oficial do ataque ao trem (que foi organizado e executado por pessoas sob ordens do Paquistão) era totalmente infundada.
O governo da União liderado pelo partido do Congresso Nacional Indiano em 2005 também criou um comitê para investigar o incidente, chefiado pelo juiz aposentado da Suprema Corte Umesh Chandra Banerjee. A comissão concluiu que o incêndio começou dentro do trem e provavelmente foi acidental. No entanto, o Tribunal Superior de Gujarat decidiu em 2006 que o assunto estava fora da jurisdição do governo sindical e que, portanto, o comitê era inconstitucional.
Após seis anos revisando os detalhes, a Comissão Nanavati-Mehta apresentou seu relatório preliminar que concluiu que o incêndio foi um incêndio criminoso, cometido por uma multidão de um a dois mil habitantes locais. Maulvi Husain Haji Ibrahim Umarji, um clérigo em Godhra, e um oficial demitido da Força Policial da Reserva Central chamado Nanumiyan foram apresentados como os "mentores" por trás do incêndio criminoso. Após 24 prorrogações, a comissão apresentou seu relatório final em 18 de novembro de 2014. As conclusões da comissão foram questionadas por uma gravação de vídeo divulgada pela revista Tehelka, que mostrava Arvind Pandya, conselheiro do governo de Gujarat, afirmando que as conclusões da comissão Shah-Nanavati apoiariam a visão apresentada pelo Partido Bharatiya Janata ( BJP), já que Shah era "o homem deles" e Nanavati poderia ser subornado. 
Em fevereiro de 2011, o tribunal de primeira instância condenou 31 pessoas e absolveu outras 63 com base nas disposições de assassinato e conspiração do Código Penal Indiano, dizendo que o incidente foi uma "conspiração pré-planejada". Dos condenados, 11 foram condenados à morte e os outros 20 à prisão perpétua. Maulvi Umarji, apresentado pela comissão Nanavati-Shah como o principal conspirador, foi absolvido junto com outros 62 acusados por falta de provas.

## Violência pós-Godhra
Após o ataque ao trem, o Vishva Hindu Parishad (VHP) convocou um bandh, ou greve, em todo o estado. Embora a Suprema Corte tenha declarado tais greves inconstitucionais e ilegais, e apesar da tendência comum de tais greves serem seguidas de violência, nenhuma ação foi tomada pelo Estado para impedir a greve. O governo não tentou impedir o surto inicial de violência em todo o estado. Relatórios independentes indicam que o presidente estadual do BJP, Rana Rajendrasinh, endossou a greve e que Modi e Rana usaram linguagem inflamatória que piorou a situação.
O então ministro-chefe Narendra Modi declarou que o ataque ao trem foi um ato de terrorismo e não um incidente de violência comunitária. Jornais locais e membros do governo do estado usaram a declaração para incitar a violência contra a comunidade muçulmana alegando, sem provas,  que o ataque ao trem foi realizado pela agência de inteligência do Paquistão e que os muçulmanos locais conspiraram com eles para atacar hindus no estado. Histórias falsas também foram impressas por jornais locais, alegando que muçulmanos haviam sequestrado e estuprado mulheres hindus.
Numerosos relatos descrevem os ataques à comunidade muçulmana que começaram em 28 de fevereiro (um dia após o incêndio no trem) como altamente coordenados com telefones celulares e impressos emitidos pelo governo listando as casas e empresas dos muçulmanos. Os atacantes chegaram às comunidades muçulmanas em toda a região em caminhões, vestindo túnicas cor de açafrão e shorts cáqui, portando uma variedade de armas. Em muitos casos, os invasores danificaram ou queimaram edifícios pertencentes ou ocupados por muçulmanos, deixando intactos os edifícios hindus adjacentes. Embora muitas ligações para a polícia tenham sido feitas pelas vítimas, elas foram informadas pela polícia de que "não temos ordens para salvá-los". Em alguns casos, a polícia atirou em muçulmanos que tentaram se defender. Os manifestantes usaram telefones celulares para coordenar seus ataques. No final do dia 28 de fevereiro, o toque de recolher foi declarado em 27 vilas e cidades em todo o estado. Um ministro do governo afirmou que, embora as circunstâncias fossem tensas em Baroda e Ahmedabad, a situação estava sob controle e que a polícia destacada era suficiente para evitar qualquer violência.  Em Baroda, o governo impôs toque de recolher em sete áreas da cidade.
O MD Antani, então vice-superintendente de polícia, enviou a Força de Ação Rápida para áreas sensíveis em Godhra. Gordhan Zadafia, o Ministro de Estado do Interior, acreditava que não haveria retaliação da comunidade hindu pelo incêndio do trem. Modi afirmou que a violência já não era tão intensa como antes e que em breve seria controlada e que, se a situação o justificasse, a polícia seria apoiada com o destacamento do exército. Uma ordem de atirar para matar foi emitida. No entanto, o envio de tropas foi retido pelo governo do estado até 1º de março, quando a violência mais severa terminou. Depois de mais de dois meses de violência, uma votação unânime para autorizar a intervenção central foi aprovada na câmara alta do parlamento. Membros da oposição fizeram acusações de que o governo falhou em proteger os muçulmanos no pior tumulto na Índia em mais de 10 anos.
Estima-se que 230 mesquitas e 274 dargahs foram destruídos durante a violência. Pela primeira vez na história dos distúrbios comunitários, mulheres hindus participaram, saqueando lojas muçulmanas. Estima-se que até 150.000 pessoas foram deslocadas durante a violência. Estima-se que 200 policiais morreram tentando controlar a violência, e a Human Rights Watch informou que atos de heroísmo excepcional foram cometidos por hindus, dalits e tribais que tentaram proteger os muçulmanos da violência.  

## Ataques a muçulmanos
No rescaldo da violência, ficou claro que muitos ataques se concentravam não apenas nas populações muçulmanas, mas também em mulheres e crianças muçulmanas. Organizações como a Human Rights Watch criticaram o governo indiano e a administração do estado de Gujarat por não abordarem a condição humanitária resultante das vítimas que fugiram de suas casas para campos de socorro durante a violência, a "esmagadora maioria delas muçulmana". De acordo com Teesta Setalvad em 28 de fevereiro nos distritos de Morjari Chowk e Charodia Chowk em Ahmedabad, de todas as quarenta pessoas que foram mortas por tiros da polícia eram muçulmanas. Um comitê internacional de apuração de fatos formado por todas as mulheres especialistas internacionais dos EUA, Reino Unido, França, Alemanha e Sri Lanka relatou: "a violência sexual estava sendo usada como uma estratégia para aterrorizar mulheres pertencentes à comunidade minoritária no estado".
Estima-se que pelo menos 250 meninas e mulheres foram estupradas por gangues e depois queimadas até a morte. Crianças foram alimentadas à força com gasolina e depois incendiadas, mulheres grávidas foram estripadas e depois tiveram o corpo de seu filho ainda não nascido. Na vala comum de Naroda Patiya de noventa e seis corpos, quarenta e seis eram mulheres. Os manifestantes também inundaram casas e eletrocutaram famílias inteiras lá dentro. A violência contra as mulheres também incluía serem despidas, violentadas com objetos e depois mortas. De acordo com Kalpana Kannabiran, os estupros fizeram parte de uma estratégia bem organizada, deliberada e pré-planejada, e cujos fatos colocam a violência nas categorias de pogrom político e genocídio. Outros atos de violência contra mulheres incluíram ataques com ácido, espancamentos e assassinato de mulheres grávidas. Crianças também foram mortas na frente de seus pais. George Fernandes em uma discussão no parlamento sobre a violência causou furor generalizado em sua defesa do governo do estado, dizendo que esta não foi a primeira vez que mulheres foram violentadas e estupradas na Índia.
Crianças foram mortas ao serem queimadas vivas e aqueles que cavaram as valas comuns descreveram os corpos enterrados dentro delas como "queimados e massacrados além do reconhecimento". Crianças e bebês eram espetados e erguidos antes de serem jogados no fogo. Descrevendo a violência sexual perpetrada contra mulheres e meninas muçulmanas, Renu Khanna escreve que os sobreviventes relataram que "consistia em nudez forçada, estupros em massa, estupros coletivos, mutilação, inserção de objetos em corpos, corte de seios, corte no estômago e órgãos e escultura de símbolos religiosos hindus em partes do corpo das mulheres." O Concerned Citizens' Tribunal caracterizou o uso do estupro "como um instrumento para a subjugação e humilhação de uma comunidade". Depoimento ouvido pela comissão afirmou que:
| “ | Uma técnica assustadora, ausente nos pogroms desencadeados até então, mas muito em evidência desta vez em um grande número de casos, era a destruição deliberada de evidências. Salvo alguns, na maioria dos casos de violência sexual, as mulheres vítimas foram despidas e desfilaram nuas, depois estupradas por uma gangue e, posteriormente, esquartejadas e queimadas irreconhecíveis. Os líderes das turbas até estupraram meninas, algumas com apenas 11 anos de idade antes de queimá-los vivos. Mesmo um bebê de 20 dias, ou um feto no ventre de sua mãe, não foi poupado. | ” |

Vandana Shiva afirmou que "os meninos foram ensinados a queimar, estuprar e matar em nome de Hindutva."
Dionne Bunsha, escrevendo sobre o massacre da Sociedade Gulbarg e assassinato de Ehsan Jafri, disse que quando Jafri implorou à multidão para poupar as mulheres, ele foi arrastado para a rua e forçado a desfilar nu por se recusar a dizer "Jai Shri Ram". Ele foi então decapitado e jogado no fogo, após o que os manifestantes voltaram e queimaram a família de Jafri, incluindo dois meninos pequenos, até a morte. Após o massacre, Gulbarg permaneceu em chamas por uma semana.

## Ataques a hindus
O Times of India informou que mais de dez mil hindus foram deslocados durante a violência. De acordo com os registros da polícia, 157 tumultos após o incidente de Godhra foram iniciados por muçulmanos. Em Mahajan No Vando, uma área residencial hindu em Jamalpur, os residentes relataram que agressores muçulmanos feriram aproximadamente 25 residentes hindus e destruíram cinco casas em 1º de março. O chefe da comunidade relatou que a polícia respondeu rapidamente, mas foi ineficaz, pois havia poucos deles presentes para ajudar durante o ataque. A colônia foi posteriormente visitada por Modi em 6 de março, que prometeu aos moradores que seriam atendidos.
Em 17 de março, foi relatado que muçulmanos atacaram dalits na área de Danilimda, em Ahmedabad. Em Himatnagar, um homem foi encontrado morto com os dois olhos arrancados. As áreas de Sindhi Market e Bhanderi Pole de Ahmedabad também foram supostamente atacadas por multidões.
O India Today informou em 20 de maio de 2002 que houve ataques esporádicos a hindus em Ahmedabad. Em 5 de maio, manifestantes muçulmanos atacaram a localidade de Bhilwa na área de Shah Alam. Médicos hindus foram convidados a parar de praticar em áreas muçulmanas depois que um médico hindu foi esfaqueado.
A revista Frontline relatou que em Ahmedabad, dos 249 corpos recuperados até 5 de março, trinta eram hindus. Dos hindus mortos, treze morreram em ação policial e vários outros morreram enquanto atacavam propriedades de muçulmanos. Apesar dos relativamente poucos ataques de turbas muçulmanas em bairros hindus, 24 muçulmanos morreram em tiroteios policiais.

## Cobertura da mídia
Os eventos em Gujarat foram a primeira ocorrência de violência comunal na Índia na era da cobertura jornalística 24 horas por dia e foram televisionados para todo o mundo. Essa cobertura desempenhou um papel central na política da situação. A cobertura da mídia foi geralmente crítica à direita hindu; no entanto, o BJP retratou a cobertura como um ataque à honra dos Gujaratis e transformou a hostilidade em uma parte emotiva de sua campanha eleitoral. Com a violência diminuindo em abril, uma reunião de paz foi marcada em Sabarmati Ashram, uma antiga casa de Mahatma Gandhi. Apoiadores do Hindutva e policiais atacaram quase uma dúzia de jornalistas. O governo do estado proibiu os canais de notícias da televisão que criticavam a resposta do governo e as estações locais foram bloqueadas. Dois repórteres que trabalhavam para o STAR News foram agredidos várias vezes enquanto cobriam a violência. Em uma viagem de volta após ter entrevistado Modi quando seu carro foi cercado por uma multidão, um deles alegou que seria morto se fosse membro de uma comunidade minoritária.
Editors Guild of India, em seu relatório sobre ética da mídia e cobertura dos incidentes, afirmou que a cobertura noticiosa foi exemplar, com apenas alguns pequenos lapsos. Os jornais locais Sandesh e Gujarat Samachar, no entanto, foram duramente criticados. O relatório afirma que Sandesh tinha manchetes que "provocariam, comunalizariam e aterrorizariam as pessoas. O jornal também usou uma citação de um líder do VHP como manchete: "Vingue-se com sangue". O relatório afirmou que Gujarat Samachar desempenhou um papel no aumento das tensões, mas não deu toda a sua cobertura para "reportagem hawkish e inflamatória nas primeiras semanas". O jornal trazia relatórios para destacar a harmonia comunitária. Gujarat Today foi elogiado por mostrar moderação e pela reportagem equilibrada da violência. Reportagens críticas sobre como o governo de Gujarat lidou com a situação ajudaram a provocar a intervenção do governo indiano no controle da violência. O Editors Guild rejeitou a acusação de que a cobertura gráfica das notícias agravou a situação, dizendo que a cobertura expôs os "horrores" dos distúrbios, bem como a atitude "supina, senão cúmplice" do estado, ajudando a impulsionar ações corretivas.

## Alegações de cumplicidade do Estado
Muitos estudiosos e comentaristas acusaram o governo estadual de ser cúmplice dos ataques, seja por não exercer qualquer esforço para reprimir a violência ou por planejar e executar ativamente os próprios ataques. O Departamento de Estado dos Estados Unidos acabou proibindo Narendra Modi de viajar para os Estados Unidos devido ao seu suposto papel nos ataques. Essas alegações giram em torno de várias ideias. Em primeiro lugar, o estado fez pouco para reprimir a violência, com os ataques continuando durante toda a primavera. O historiador Gyanendra Pandey descreveu esses ataques como terrorismo de estado, dizendo que não eram motins, mas "massacres políticos organizados". De acordo com Paul Brass, a única conclusão das evidências disponíveis aponta para um metódico pogrom anti-muçulmano que foi realizado com coordenação de brutalidade excepcional.
A mídia descreveu os ataques como terrorismo de estado, em vez de "distúrbios comunitários", devido à falta de intervenção do Estado. Muitos políticos minimizaram os incidentes, alegando que a situação estava sob controle. Um ministro que falou com Rediff.com afirmou que, embora as circunstâncias fossem tensas em Baroda e Ahmedabad, a situação estava sob controle e que a polícia que havia sido destacada foi suficiente para evitar qualquer violência. O vice-superintendente da polícia afirmou que a Força de Ação Rápida foi enviada para áreas sensíveis em Godhra. Gordhan Zadafia, o Ministro de Estado do Interior, afirmou acreditar que não haveria retaliação da comunidade hindu. Assim que as tropas foram transportadas de avião em 1º de março, Modi afirmou que a violência não era mais tão intensa quanto antes e que logo seria controlada. A violência continuou por 3 meses sem intervenção do governo federal até maio. Políticos locais e estaduais foram vistos liderando turbas violentas, restringindo a polícia e organizando a distribuição de armas, levando relatórios investigativos a concluir que a violência foi "planejada e lançada".
Durante toda a violência, os ataques foram feitos à vista de delegacias e policiais que não intervieram. Em muitos casos, a polícia juntou-se às turbas para perpetrar a violência. Em uma localidade muçulmana, das vinte e nove mortes, dezesseis foram causadas por disparos da polícia contra a localidade. Alguns manifestantes até tinham listas de registro de eleitores impressas, o que lhes permitia atingir seletivamente as propriedades muçulmanas. O direcionamento seletivo de propriedades foi demonstrado pela destruição dos escritórios do conselho muçulmano do Wakf, localizado dentro dos limites da zona de alta segurança e a apenas 500 metros do escritório do ministro-chefe.
De acordo com Scott W. Hibbard, a violência foi planejada com bastante antecedência e, semelhante a outras instâncias de violência comunitária, o Bajrang Dal, o VHP e o Rashtriya Swayamsevak Sangh (RSS) participaram dos ataques. Após o ataque ao trem, o VHP convocou um bandh (greve) estadual, e o estado não tomou nenhuma providência para evitar isso.
O relatório do Concerned Citizens Tribunal (CCT) inclui o testemunho do então ministro do BJP de Gujarat, Haren Pandya (desde então assassinado), que testemunhou sobre uma reunião noturna convocada por Modi na noite do incêndio do trem. Nesta reunião, os funcionários foram instruídos a não obstruir a fúria hindu após o incidente. O relatório também destacou uma segunda reunião, realizada na vila de Lunawada, no distrito de Panchmahal, com a presença dos ministros de estado Ashok Bhatt e Prabhatsinh Chauhan, entre outros líderes do BJP e do RSS, onde "planos detalhados foram feitos sobre o uso de querosene e gasolina para incêndio criminoso e outros métodos de matar". O Jamiat Ulama-i-Hind afirmou em 2002 que alguns funcionários do Congresso regional colaboraram com os perpetradores da violência.
Dipankar Gupta acredita que o estado e a polícia foram claramente cúmplices da violência, mas alguns policiais se destacaram no desempenho de suas funções, como Himanshu Bhatt e Rahul Sharma. Sharma teria dito: "Não acho que nenhum outro trabalho teria me permitido salvar tantas vidas." A Human Rights Watch relatou atos de heroísmo excepcionais cometidos por hindus, dalits e tribais que tentaram proteger os muçulmanos da violência.  
Em resposta às alegações de envolvimento do Estado, o porta-voz do governo de Gujarat, Bharat Pandya, disse à BBC que o tumulto foi uma reação espontânea dos hindus alimentada pela raiva generalizada contra os muçulmanos. Ele disse que "os hindus estão frustrados com o papel dos muçulmanos na violência contínua na Caxemira administrada pela Índia e em outras partes da Índia".  Em apoio a isso, o embaixador geral dos EUA para Liberdade Religiosa Internacional, John Hanford, expressou preocupação com a intolerância religiosa na política indiana e disse que, embora os manifestantes possam ter sido ajudados por autoridades estaduais e locais, ele não acreditava que o BJP liderado pelo governo central estava envolvido em incitar os tumultos.

## Processos criminais
O julgamento dos perpetradores da violência dificultado por testemunhas que foram subornadas ou intimidadas e os nomes dos perpetradores foram apagados das fichas de acusação. Os juízes locais também foram tendenciosos. Depois de mais de dois anos de absolvições, a Suprema Corte da Índia interveio, transferindo os principais casos para a Alta Corte de Bombaim e ordenando que a polícia reabrisse dois mil casos que haviam sido encerrados anteriormente. A Suprema Corte também criticou o governo de Gujarat como "neros modernos" que procuraram em outro lugar quando mulheres e crianças inocentes estavam queimando e então interferiram na acusação. Seguindo essa direção, a polícia identificou cerca de 1.600 casos para re-investigação, prendeu 640 acusados e iniciou investigações contra quarenta policiais por suas falhas.
Em março de 2008, a Suprema Corte ordenou a criação de uma Equipe Especial de Investigação (SIT) para reinvestigar o caso do incêndio do trem de Godhra e os principais casos de violência pós-Godhra. O ex-diretor do CBI RK Raghavan foi nomeado para presidir a equipe. Christophe Jaffrelot observa que o SIT não era tão independente quanto comumente se acredita. Além de Raghavan, metade dos seis membros da equipe foi recrutada na polícia de Gujarat, e o Supremo Tribunal de Gujarat ainda era responsável por nomear oficiais de justiça. O SIT fez esforços para nomear promotores independentes, mas alguns deles renunciaram devido à sua incapacidade de funcionar. Nenhum esforço foi feito para proteger as testemunhas e o próprio Raghavan foi considerado um "investigador ausente", que passava apenas alguns dias por mês em Gujarat, com as investigações sendo conduzidas pelo restante da equipe.
Em abril de 2013, 249 condenações foram feitas de 184 hindus e 65 muçulmanos. Trinta e uma das condenações muçulmanas foram pelo massacre de hindus em Godhra.

### Caso Best Bakery
O julgamento do assassinato de Best Bakery recebeu grande atenção depois que as testemunhas retiraram o depoimento no tribunal e todos os acusados foram absolvidos. A Suprema Corte indiana, atendendo a uma petição do ativista social Teesta Setalvad, ordenou um novo julgamento fora de Gujarat, no qual nove acusados foram considerados culpados em 2006. Uma testemunha chave, Zaheera Sheikh, que repetidamente mudou seu depoimento durante os julgamentos e a petição foi considerada culpada de perjúrio.

### Caso Bilkis Bano
Depois que a polícia rejeitou o caso contra seus agressores, Bilkis Bano abordou a Comissão Nacional de Direitos Humanos da Índia e fez uma petição à Suprema Corte solicitando uma nova investigação. A Suprema Corte concedeu a moção, direcionando o Central Bureau of Investigation (CBI) para assumir a investigação. O CBI nomeou uma equipe de especialistas do Laboratório Central de Ciências Forenses (CFSL) Delhi e do All India Institute of Medical Sciences (AIIMS) sob a orientação e liderança do professor TD Dogra para exumar as valas comuns para estabelecer a identidade e a causa da morte do vítimas. A equipe localizou e exumou com sucesso os restos mortais das vítimas. O julgamento do caso foi transferido para fora de Gujarat e o governo central foi instruído a nomear um promotor público. Acusações foram apresentadas em um tribunal de Mumbai contra dezenove pessoas, bem como seis policiais e um médico do governo sobre seu papel nas investigações iniciais. Em janeiro de 2008, onze homens foram condenados à prisão perpétua por estupros e assassinatos e um policial foi condenado por falsificação de provas. O Tribunal Superior de Bombaim manteve a prisão perpétua dos onze homens condenados pelo estupro coletivo de Bilkis Bano e o assassinato de seus familiares durante os distúrbios de Gujarat em 2002 em 8 de maio de 2017. O tribunal também anulou a absolvição dos sete acusados restantes no caso, incluindo policiais de Gujarat e médicos de um hospital do governo, acusados de suprimir e adulterar provas. Mais tarde, o veredicto final veio em 23 de abril de 2019, quando a Suprema Corte ordenou que o governo de Gujarat pagasse a Bilkis Yakoob Rasool Bano ₹ 50 lakh como compensação e fornecesse a ela um emprego público e moradia na área de sua escolha.
Em 15 de agosto de 2022, os onze homens condenados à prisão perpétua no caso de gangrape de Bilkis Bano foram libertados de uma prisão de Godhra pelo governo de Gujarat. O juiz que sentenciou os estupradores disse que a libertação antecipada estabeleceu um mau precedente para o governo de Gujarat e alertou que a medida teria amplas ramificações.
O painel que concedeu a remissão incluiu dois legisladores do BJP, que era o governo estadual na época, o ex-conselheiro municipal do BJP Godhra e uma ala feminina do BJP. Depois de serem libertados da cadeia, foram recebidos com doces e seus pés tocados em respeito.
Dois dias após a remissão, Bilkis Bano emitiu um comunicado expressando sua tristeza pela libertação de seus estupradores e disse que a decisão abalou sua fé no sistema de justiça. Muitos muçulmanos de sua aldeia deixaram suas casas devido a questões de segurança.
Em 18 de agosto de 2022, cerca de 6.000 signatários, incluindo ativistas, escritores eminentes, historiadores, cineastas, jornalistas e ex-burocratas, instaram a Suprema Corte a revogar a libertação antecipada dos estupradores, enquanto os partidos da oposição criticaram o BJP. Os condenados agrediram as testemunhas do caso quando elas estavam em liberdade condicional ainda no ano de 2021, o que aumentou as críticas à renúncia.
Alguns dias depois, a Suprema Corte concordou em examinar o apelo que contestava a libertação de 11 condenados. No entanto, uma bancada composta pelo Chefe de Justiça da Índia NV Ramana, o Juiz Ajay Rastogi e o Juiz Vikram Nath fez uma consulta com relação à proibição legal de concessão de remissão aos condenados.

### Caso Avdhootnagar
Em 2005, o tribunal de Vadodara absolveu 108 pessoas acusadas de assassinar dois jovens durante um ataque de uma multidão a um grupo de muçulmanos deslocados que retornavam sob escolta policial para suas casas em Avdhootnagar. O tribunal emitiu críticas contra a polícia por não proteger as pessoas sob sua escolta e por não identificar os agressores que eles viram.

### Caso Danilimda
Nove pessoas foram condenadas por matar um homem hindu e ferir outro durante confrontos de grupos em Danilimda, Ahmedabad, em 12 de abril de 2005, enquanto outros 25 foram absolvidos.

### Caso Eral
Oito pessoas, incluindo um líder do VHP e um membro do BJP, foram condenadas pelo assassinato de sete membros de uma família e pelo estupro de duas meninas menores na vila de Eral, no distrito de Panchmahal.

### Caso Pavagadh e Dhikva
Cinquenta e duas pessoas das aldeias de Pavagadh e Dhikva no distrito de Panchmahal foram absolvidas das acusações de tumulto por falta de provas.

### Godhra caso de queima de trem
Uma rigorosa lei antiterror, a POTA, foi usada pelo governo de Gujarat para acusar 131 pessoas em conexão com o incêndio no trem de Godhra, mas não foi invocada para processar nenhum dos acusados nos distúrbios pós-Godhra. Em 2005, o Comitê de Revisão do POTA estabelecido pelo governo central para revisar a aplicação da lei opinou que o acusado de Godhra não deveria ter sido julgado sob as disposições do POTA.
Em fevereiro de 2011, um tribunal especial condenou trinta e um muçulmanos pelo incidente do incêndio do trem Godhra e pela conspiração para o crime

### Caso Dipda Darwaza
Em 9 de novembro de 2011, um tribunal em Ahmedabad condenou trinta e um hindus à prisão perpétua pelo assassinato de dezenas de muçulmanos ao incendiar um prédio no qual eles se abrigaram. Quarenta e um outros hindus foram absolvidos das acusações de assassinato devido à falta de provas. Outras 22 pessoas foram condenadas por tentativa de homicídio em 30 de julho de 2012, enquanto outras 61 foram absolvidas.

### Massacre de Naroda Patiya
Em 29 de julho de 2012, um tribunal indiano condenou trinta pessoas no caso do massacre de Naroda Patiya por seu envolvimento nos ataques. Entre os condenados estão a ex-ministra de estado Maya Kodnani e o líder hindu Babu Bajrangi. O processo judicial começou em 2009 e mais de trezentas pessoas (incluindo vítimas, testemunhas, médicos e jornalistas) testemunharam perante o tribunal. Pela primeira vez, o veredicto reconheceu o papel de um político na incitação de multidões hindus. Os ativistas afirmaram que o veredicto encorajaria o oponente de Narendra Modi, o então ministro-chefe de Gujarat, na corrida crucial para as eleições estaduais no final daquele ano, quando Modi estaria buscando um terceiro mandato (o BJP e ele eventualmente passaram a ganhar as eleições ). Modi se recusou a se desculpar e negou que o governo tenha participado dos distúrbios. Vinte e nove pessoas foram absolvidas durante o veredicto. Teesta Setalvad disse: "Pela primeira vez, esse julgamento realmente vai além dos perpetradores do bairro e vai até a conspiração política. O fato de as condenações terem chegado tão alto significa que a acusação de conspiração foi aceita e a influência política das turbas foi aceita pelo juiz. Esta é uma grande vitória para a justiça".

### Casos de perjúrio
Em abril de 2009, o SIT apresentou perante o Tribunal que Teesta Setalvad havia forjado casos de violência para apimentar os incidentes. O SIT, chefiado pelo ex-diretor do CBI, RK Raghavan, disse que falsas testemunhas foram instruídas a depor sobre incidentes imaginários por Setalvad e outras ONGs. O SIT a acusou de "inventar histórias macabras de assassinatos".
O tribunal foi informado de que vinte e duas testemunhas, que apresentaram depoimentos idênticos perante vários tribunais relativos a incidentes de motim, foram interrogadas pela SIT e verificou-se que as testemunhas não tinham realmente testemunhado os incidentes e foram tutoradas e os depoimentos foram entregues a eles por Setalvad.

## Inquéritos
Foram mais de sessenta investigações de órgãos nacionais e internacionais, muitas das quais concluíram que a violência foi apoiada por funcionários do Estado. Um relatório da Comissão Nacional de Direitos Humanos da Índia (NHRC) afirmou que a res ipsa loquitur foi aplicada porque o estado falhou completamente em proteger e defender os direitos do povo, conforme estabelecido na Constituição da Índia. Ele culpou o governo de Gujarat por falha de inteligência, falha em tomar as medidas apropriadas e falha em identificar fatores e atores locais. O NHRC também expressou "falta de fé generalizada" na integridade da investigação de grandes incidentes de violência. Recomendou que cinco casos críticos fossem transferidos para o Central Bureau of Investigation (CBI).
O Relatório Internacional de Liberdade Religiosa do Departamento de Estado dos EUA citou o NHRC como concluindo que os ataques foram premeditados, que os funcionários do governo estadual foram cúmplices e que havia evidências de que a polícia não agiu durante os ataques aos muçulmanos. O Departamento de Estado dos EUA também citou como os livros didáticos do ensino médio de Gujarat descreviam a "personalidade carismática" de Hitler e as "conquistas do nazismo". Os congressistas americanos John Conyers e Joe Pitts posteriormente apresentaram uma resolução na Câmara condenando a conduta de Modi por incitar a perseguição religiosa. Eles afirmaram que o governo de Modi teve o papel de "promover as atitudes de supremacia racial, ódio racial e o legado do nazismo por meio do apoio de seu governo aos livros escolares nos quais o nazismo é glorificado". Eles também escreveram uma carta ao Departamento de Estado dos EUA pedindo que negasse a Modi um visto para os Estados Unidos. A resolução não foi aprovada.
O CCT, composto por eminentes juízes do tribunal superior, divulgou um relatório detalhado em três volumes sobre os tumultos. Chefiada pelo juiz aposentado da Suprema Corte VR Krishna Iyer, a CCT divulgou suas conclusões em 2003 e afirmou que, ao contrário da alegação do governo de uma conspiração em Godhra, o incidente não havia sido pré-planejado e não havia evidências que indicassem o contrário. Sobre os distúrbios em todo o estado, o CCT relatou que, vários dias antes do incidente de Godhra, que foi a desculpa usada para os ataques, casas pertencentes a hindus em áreas muçulmanas foram marcadas com imagens de divindades hindus ou bandeiras de açafrão, e que isso foi feito para evitar ataques acidentais em casas ou empresas hindus. A investigação do CCT também descobriu evidências de que o VHP e o Bajrang Dal tinham campos de treinamento nos quais as pessoas eram ensinadas a ver os muçulmanos como inimigos. Esses campos foram apoiados e apoiados pelo BJP e RSS. Eles também relataram que "A cumplicidade do governo do estado é óbvia. E o apoio do governo central ao governo estadual em tudo o que ele fez também é agora uma questão de conhecimento comum".
O governo do estado encarregou JG Shah de conduzir, o que se tornou, um controverso inquérito de um homem só sobre o incidente de Godhra, sua credibilidade foi questionada e o NHRC e a Comissão Nacional de Minorias solicitaram que um juiz efetivo da suprema corte fosse nomeado. A suprema corte anulou as conclusões de Shah, afirmando: "este julgamento não se baseia na compreensão de nenhuma evidência, mas na imaginação".
No início de 2003, o governo do estado de Gujarat criou a comissão Nanavati-Shah para investigar todo o incidente, desde o inicial em Godhra até a violência que se seguiu. A comissão foi apanhada em controvérsia desde o início. Ativistas e membros da oposição insistiram em que uma comissão judicial fosse criada e chefiada por um juiz efetivo, em vez de um juiz aposentado do tribunal superior. O governo do estado recusou. Em poucos meses, Nanavati, antes de ouvir qualquer testemunho, declarou que não havia evidências de lapsos da polícia ou do governo em lidar com a violência. Em 2008, Shah morreu e foi substituído pelo juiz Akshay Mehta, outro juiz aposentado do tribunal superior. A nomeação de Metha foi polêmica, pois ele foi o juiz que permitiu que Babu Bajrangi, principal suspeito do massacre de Naroda Patiya, fosse libertado sob fiança.   Em julho de 2013, a comissão recebeu sua 20ª prorrogação e Mukul Sinha do grupo de direitos civis Jan Sangharsh Manch, disse sobre os atrasos: "Acho que a Comissão perdeu sua importância e agora parece estar aguardando o resultado da eleição de Lok Sabha de 2014 ."  Em 2007, Tehelka, em uma operação secreta, disse que a comissão Nanavati-Shah havia se baseado em "evidências fabricadas". O editor de Tehelka, Tarun Tejpal, afirmou que eles gravaram testemunhas que afirmaram ter dado falso testemunho depois de terem sido subornadas pela força policial de Gujarati. Tehelka também registrou Ranjitsinh Patel, onde afirmou que ele e Prabhatsinh Patel receberam cinquenta mil rúpias cada um para corrigir declarações anteriores e identificar alguns muçulmanos como conspiradores. De acordo com BG Verghese, a exposição de Tehelka era detalhada demais para ser falsa.
Uma missão de investigação da organização Sahmat liderada pelo Dr. Kamal Mitra Chenoy concluiu que a violência era mais parecida com uma limpeza étnica ou um pogrom do que com violência comunitária. O relatório disse que a violência superou outros períodos de violência comunitária, como em 1969, 1985, 1989 e 1992, não apenas na perda total de vidas, mas também na selvageria dos ataques.

## Consequências

#### Tumulto em Gujarat
Houve destruição generalizada de propriedades. 273 dargahs, 241 mesquitas, 19 templos e 3 igrejas foram destruídos ou danificados. Estima-se que as perdas de propriedades muçulmanas foram "100.000 casas, 1.100 hotéis, 15.000 empresas, 3.000 carrinhos de mão e 5.000 veículos". Ao todo, 27.780 pessoas foram presas. Destes, 11.167 foram presos por comportamento criminoso (3.269 muçulmanos, 7.896 hindus) e 16.615 foram presos preventivamente (2.811 muçulmanos, 13.804 hindus). O tribunal do CCT informou que 90% dos presos receberam fiança quase imediatamente, mesmo que tivessem sido presos por suspeita de assassinato ou incêndio criminoso. Também houve relatos da mídia de que os líderes políticos deram as boas-vindas públicas aos que estavam sendo libertados. Isso contradiz a declaração do governo do estado durante a violência de que: "Os pedidos de fiança de todos os acusados estão sendo fortemente defendidos e rejeitados".

### Transferências policiais
De acordo com RB Sreekumar, os policiais que seguiram o estado de direito e ajudaram a impedir que os tumultos se espalhassem foram punidos pelo governo Modi. Eles foram submetidos a processos disciplinares e transferências, alguns tendo que deixar o estado. Sreekumar também afirma que é prática comum intimidar denunciantes e subverter o sistema de justiça,  e que o governo do estado emitiu "diretrizes inconstitucionais", com funcionários pedindo-lhe para matar muçulmanos envolvidos em tumultos ou interromper um evento religioso hindu. O governo de Gujarat negou suas acusações, alegando que eram "infundadas" e baseadas em malícia porque Sreekumar não havia sido promovido.

### Mais promoção da violência por grupos extremistas
Após a violência, Bal Thackeray, então líder do grupo nacionalista hindu Shiv Sena, disse: "Os muçulmanos são um câncer para este país. O câncer é uma doença incurável. Sua única cura é a operação. Ó hindus, tomem as armas em suas mãos e removam este câncer de suas raízes."  Pravin Togadia, presidente internacional do Vishva Hindu Parishad (VHP), disse que "todos os oponentes do Hindutva receberão a sentença de morte" e Ashok Singhal, o então presidente do VHP, disse que a violência em Gujarat foi um "experimento bem-sucedido" que se repetiria em todo o país.
O grupo militante indiano Mujahideen realizou ataques como vingança e também para atuar como um impedimento contra novos casos de violência em massa contra os muçulmanos.  Eles também alegaram ter realizado os atentados de Delhi em 2008 como vingança pelos maus tratos aos muçulmanos, referindo-se à destruição da Mesquita de Babri e à violência em Gujarat em 2002. Em setembro de 2002, houve um ataque ao templo hindu de Akshardham, homens armados carregavam consigo cartas que sugeriam que se tratava de um ataque de vingança pela violência sofrida pelos muçulmanos. Em agosto de 2002, Shahid Ahmad Bakshi, um agente do grupo militante Lashkar-e-Toiba planejou assassinar Modi, Pravin Togadia do VHP e outros membros do movimento nacionalista de direita para vingar a violência de 2002 em Gujarat.
A Human Rights Watch acusou o estado de orquestrar um encobrimento de seu papel na violência. Ativistas de direitos humanos e advogados indianos pediram que a legislação fosse aprovada para que "a violência comunitária seja tratada como genocídio". Após a violência, milhares de muçulmanos foram demitidos de seus locais de trabalho e aqueles que tentaram voltar para casa tiveram que enfrentar um boicote econômico e social.

### Mudanças organizacionais e reações políticas
Em 3 de maio de 2002, o ex-chefe da polícia de Punjab , Kanwar Pal Singh Gill, foi nomeado conselheiro de segurança de Modi. Defendendo o governo Modi no Rajya Sabha contra acusações de genocídio, o porta-voz do BJP, VK Malhotra, disse que o número oficial de 254 hindus, mortos principalmente por tiros policiais, indica como as autoridades estaduais tomaram medidas eficazes para conter a violência. Os partidos da oposição e três parceiros da coalizão do governo central liderado pelo BJP exigiram a demissão de Modi por não conter a violência, com alguns pedindo também a destituição do ministro do Interior da União, LK Advani.
Em 18 de julho, Modi pediu ao governador de Gujarat que dissolvesse a assembléia estadual e convocasse novas eleições. A Comissão Eleitoral Indiana descartou eleições antecipadas citando a situação de lei e ordem prevalecente e as realizou em dezembro de 2002. O BJP capitalizou a violência usando pôsteres e vídeos do incidente de Godhra e pintando os muçulmanos como terroristas. O partido ganhou em todos os círculos eleitorais afetados pela violência comunal e vários candidatos implicados na violência foram eleitos, o que, por sua vez, assegurou a isenção de processos.

### Investigação da mídia
Em 2004, a revista semanal Tehelka publicou uma denúncia de câmera escondida alegando que o legislador do BJP, Madhu Srivastava, subornou Zaheera Sheikh, uma testemunha no caso da Melhor Padaria. Srivastava negou a alegação e um comitê de inquérito nomeado pela Suprema Corte extraiu uma "inferência adversa" do vídeo, embora não tenha descoberto evidências de que o dinheiro foi realmente pago. Em uma exposição de 2007, a revista divulgou imagens de câmeras escondidas de vários membros do BJP, VHP e do Bajrang Dal admitindo seu papel nos distúrbios. Entre os destaques nas fitas estava o conselheiro especial que representa o governo de Gujarat perante a Comissão Nanavati-Shah, Arvind Pandya, que renunciou ao cargo após a libertação. Enquanto o relatório foi criticado por alguns como tendo motivação política, alguns jornais disseram que as revelações simplesmente reforçaram o que era de conhecimento comum. No entanto, o relatório contradiz os registros oficiais em relação à suposta visita de Modi a Naroda Patiya e a localização de um superintendente da polícia local. O governo de Gujarat bloqueou a transmissão de canais de notícias a cabo que transmitiam a denúncia, um movimento fortemente condenado pelo Editors Guild of India.
Tomando uma posição criticada pela mídia e outros grupos de direitos humanos, Nafisa Hussain, membro da Comissão Nacional para as Mulheres, acusou as organizações e a mídia de exagerar desnecessariamente a situação das mulheres vítimas dos distúrbios, que foi fortemente contestado porque Gujarat não tinha uma Comissão Estadual para Mulheres para atuar no terreno. O jornal Tribune relatou que "a Comissão Nacional para Mulheres concordou relutantemente com a cumplicidade do governo de Gujarat na violência comunal no estado." O tom de seu relatório mais recente foi relatado pelo Tribune como "leniente".

### Equipe Especial de Investigação
Em abril de 2012, o SIT de três membros formado em 2008 pela Suprema Corte em resposta a uma petição de um dos prejudicados no massacre de Gulmerg absolveu Modi de qualquer envolvimento no massacre de Gulberg, sem dúvida o pior episódio dos distúrbios.
Em seu relatório, Raju Ramachandran, o amicus curiae do caso, discordou fortemente de uma conclusão importante de RK Raghavan, que liderou a SIT: que o oficial da IPS , Sanjiv Bhatt, não estava presente em uma reunião noturna dos principais policiais de Gujarat realizada no gabinete do ministro-chefe. residência após a carnificina de Godhra em 27 de fevereiro de 2002. Foi a alegação de Bhatt - feita em uma declaração juramentada perante o tribunal superior e em declarações ao SIT e ao amicus - de que ele estava presente na reunião em que Modi supostamente disse que os hindus devem ter permissão para praticar violência retaliatória contra os muçulmanos. Ramachandran era da opinião de que Modi poderia ser processado por supostas declarações que havia feito. Ele disse que não havia material decisivo disponível na fase pré-julgamento para desacreditar Bhatt, cuja alegação só poderia ser testada no tribunal. "Portanto, não se pode dizer, nesta fase, que Shri Bhatt deve ser desacreditado e nenhum outro processo deve ser instaurado contra Shri Modi."
Além disso, RK Shah, o promotor público no massacre da Sociedade Gulbarg, renunciou porque achou impossível trabalhar com o SIT e afirmou ainda que "Aqui estou coletando testemunhas que sabem algo sobre um caso horrível em que tantas pessoas, principalmente mulheres e crianças amontoadas na casa de Jafri, foram mortas e não obtive cooperação. Os oficiais do SIT são antipáticos com as testemunhas, tentam intimidá-las e não compartilham provas com a promotoria como deveriam fazer." Teesta Setalvad referiu-se às grandes desigualdades entre os advogados da equipe do SIT, que recebem 9 lakh rúpias por dia, e os promotores do governo, que recebem uma ninharia. Os oficiais do SIT receberam Rs. 1,5 lakh por mês por sua participação no SIT desde 2008.

## Proibição diplomática
O fracasso de Modi em impedir a violência antimuçulmana levou a uma proibição de viagem de fato imposta pelo Reino Unido, Estados Unidos e várias nações europeias, bem como ao boicote de seu governo provincial por todos, exceto os funcionários mais juniores. Em 2005, foi negado a Modi o visto americano por ser considerado responsável por uma grave violação da liberdade religiosa. Modi havia sido convidado aos Estados Unidos para falar perante a Asian-American Hotel Owners Association. Uma petição foi criada pela Coalition Against Genocide liderada por Angana Chatterji e assinada por 125 acadêmicos solicitando que o visto diplomático fosse negado a Modi.
Grupos hindus nos Estados Unidos também protestaram e planejaram manifestações em cidades da Flórida. Uma resolução foi apresentada por John Conyers e Joseph R. Pitts na Câmara dos Representantes que condenou Modi por incitar a perseguição religiosa. Pitts também escreveu à então secretária de Estado dos Estados Unidos, Condoleezza Rice, solicitando que o visto fosse negado a Modi. Em 19 de março, Modi teve seu visto diplomático negado e seu visto de turista foi revogado.
À medida que Modi ganhou destaque na Índia, o Reino Unido e a UE suspenderam suas proibições em outubro de 2012 e março de 2013, respectivamente, e após sua eleição como primeiro-ministro, ele foi convidado para Washington, nos EUA.

## Os esforços de ajuda
Em 27 de março de 2002, quase cem mil pessoas deslocadas se mudaram para 101 campos de socorro. Isso aumentou para mais de 150.000 em 104 campos nas duas semanas seguintes. Os acampamentos eram administrados por grupos comunitários e ONGs, com o governo se comprometendo a fornecer amenidades e serviços complementares. Água potável, assistência médica, roupas e cobertores eram escassos nos acampamentos. Pelo menos outros 100 campos tiveram o apoio do governo negado, de acordo com um organizador do campo, e suprimentos de emergência foram impedidos de chegar a alguns campos devido ao medo de que eles pudessem estar portando armas.
As reações ao esforço de socorro foram ainda mais críticas ao governo de Gujarat. Os organizadores dos campos de socorro alegaram que o governo do estado estava coagindo os refugiados a deixar os campos de socorro, com 25 mil pessoas obrigadas a deixar dezoito campos que foram fechados. Seguindo as garantias do governo de que outros acampamentos não seriam fechados, o Tribunal Superior de Gujarat ordenou que os organizadores do acampamento recebessem um papel de supervisão para garantir que as garantias fossem cumpridas.
Em 9 de setembro de 2002, Modi mencionou durante um discurso que era contra a administração de campos de socorro. Em janeiro de 2010, a Suprema Corte ordenou que o governo entregasse o discurso e outros documentos à SIT.
| “ | Que irmão, devemos administrar campos de socorro? Devo começar centros de produção de crianças lá? Queremos progredir seguindo com determinação a política de planejamento familiar. Ame paanch, Amara pachhees! (somos cinco e temos vinte e cinco). Gujarat não pode implementar o planejamento familiar? De quem são as inibições que estão entrando em nosso caminho? Qual seita religiosa está atrapalhando?." | ” |

Em 23 de maio de 2008, o Governo da União anunciou um 3,2 bilhões de rúpias (US$ 80 milhões) pacote de socorro para as vítimas dos distúrbios. Em contraste, o relatório anual da Anistia Internacional sobre a Índia em 2003 afirmou que "o governo de Gujarat não cumpriu ativamente seu dever de fornecer alívio e reabilitação adequados aos sobreviventes". O governo de Gujarat inicialmente ofereceu indenizações de 200.000 rúpias às famílias dos que morreram no incêndio do trem de Godhra e 100.000 rúpias às famílias dos que morreram nos distúrbios subsequentes, o que os muçulmanos locais consideraram discriminatório.

## Supressão de mídia
Em janeiro de 2023, a BBC exibiu um documentário intitulado India: The Modi Question, que investigou o papel do primeiro-ministro Narendra Modi nos distúrbios de 2002. O governo indiano respondeu à exibição tentando bloquear os links para o documentário no YouTube e no Twitter usando as disposições das 'controversas' Regras de Tecnologia da Informação de 2021. Em fevereiro, várias semanas após a proibição, as autoridades fiscais indianas invadiram os escritórios locais do grupo de mídia britânico, apreendendo laptops e telefones celulares dos funcionários. Repórteres Sem Fronteiras denunciou as ações como "tentativas de reprimir a mídia independente", observando que os ataques tinham "toda a aparência de uma represália contra a BBC por lançar um documentário crítico ao primeiro-ministro Narendra Modi".

## Na cultura popular
- Solução Final é um documentário de 2003 dirigido por Rakesh Sharma sobre a violência de 2002 em Gujarat. O filme teve sua entrada negada no Festival Internacional de Cinema de Mumbai em 2004 devido a objeções do Conselho de Censura da Índia, mas ganhou dois prêmios no 54º Festival Internacional de Cinema de Berlim de 2004. A proibição foi suspensa posteriormente em outubro de 2004.[174][175]
- Passengers: A Video Journey in Gujarat é um documentário de 2003 codirigido por Akanksha Damini Joshi. É um filme de 52 minutos aclamado pela crítica que narra a jornada de uma família hindu e muçulmana durante e após a violência. A política de divisão é vivenciada intimamente na vida de duas famílias em Ahmedabad.[176][177][178][179] O filme, concluído em 2003, foi exibido no 9º Open Frame Festival,[180] Artivist Film Festival, EUA, Films for Freedom, Deli, Fórum Social Mundial 2004, Madurai International Documentary and Short Film Festival e Persistence Resistance, Nova Deli.
- A peça Gujarati Dost Chokkas Ahin Ek Nagar Vastu Hatu de Saumya Joshi é uma comédia de humor negro baseada nos tumultos de 2002.[181]
- Parzania é um filme de drama de 2007 ambientado após a violência e analisa as consequências dos tumultos. É baseado na história real de um menino Parsi de dez anos, Azhar Mody. Rahul Dholakia ganhou o Golden Lotus National Film Award de Melhor Direção e Sarika ganhou o Silver Lotus National Film Award de Melhor Atriz .
- TV Chandran fez uma trilogia de filmes Malayalam com base nas consequências dos distúrbios de Gujarat. A trilogia consiste em Kathavasheshan (2004), Vilapangalkkappuram (2008) e Bhoomiyude Avakashikal (2012). A narrativa de todos esses filmes começa no mesmo dia, 28 de fevereiro de 2002, ou seja, no dia seguinte ao incêndio do trem Godhra.[182]
- Firaaq é um filme de suspense político de 2008 ambientado um mês após a violência e analisa as consequências em seus efeitos na vida das pessoas comuns.
- Mausam é um filme de drama romântico de 2011 dirigido por Pankaj Kapoor, que durou entre 1992 e 2002, cobrindo grandes eventos.
- Kai Po Che! é um filme hindi de 2013 que retratava tumultos em sua trama.